# Duits voetbalkampioenschap 1912/13
1912/13 was het elfde Duitse voetbalkampioenschap ingericht door de DFB. De kampioen van de Noord-Duitse bond nam niet deel omdat door omstandigheden de finale pas twee weken na de Duitse finale gespeeld werd waardoor Eintracht Braunschweig niet kon deelnemen. Noord-Duitsland was wel vertegenwoordigd door titelverdediger Holstein Kiel.
VfB Leipzig haalde de derde titel binnen en was hierdoor recordkampioen. Met Duisburger SpV haalde voor het eerst een West-Duitse club de finale.

## Deelnemers aan de eindronde
| Club                          | Gekwalificeerd als           |
| ----------------------------- | ---------------------------- |
| SV Prussia-Samland Königsberg | Kampioen Noordoost-Duitsland |
| FC Askania Forst              | Kampioen Zuidoost-Duitsland  |
| Berliner TuFC Viktoria 89     | Kampioen Berlijn-Brandenburg |
| VfB Leipzig                   | Kampioen Midden-Duitsland    |
| Kieler FV Holstein 1902       | Titelverdediger              |
| Duisburger SpV                | Kampioen West-Duitsland      |
| FC Stuttgarter Kickers        | Kampioen Zuid-Duitsland      |

## Eindronde

### Kwartfinale
| Datum         | Teams                     | Teams | Teams                         | Uitslag   | Stadion                          |
| 13 april 1913 | Berliner TuFC Viktoria 89 | –     | SV Prussia-Samland Königsberg | 6:1 (4:0) | Berlijn, Platz des 1. FC Union   |
| 20 april 1913 | FC Stuttgarter Cickers    | –     | Duisburger SpV                | 1:2 (0:0) | Frankfurt am Main, Platz des FFV |
| 20 april 1913 | FC Askania Forst          | –     | VfB Leipzig                   | 0:5 (0:1) | Forst (Lausitz), Amicitia-Platz  |

Willi Worpitzky zette Viktoria op voorsprong en door een eigendoelpunt van doelman Bruno Neumann stond Viktoria al na een half uur 2-0 voor. Kort voor de rust scoorden ook Erich Arndt en opnieuw Worpitzky nog. Na de rust maakte Worpitzky nog zijn derde van de wedstrijd. In de 67ste minuut maakte Kluger nog de eerredder voor Königsberg, maar dire minuten later dikte Arndt de score opnieuw aan voor Viktoria. 
Bij Stuttgart-Duisburg bleef het lang 0-0. In de 70ste en 77ste minuut brachten Hermann Steinhauer en Walter Fischer Duisburg op voorsprong. In de 84ste minuut maakte Rudolf Ahorn nog de aansluitingstreffer. 
Paul Pömpner maakte brandhoudt van Forst door vier keer te scoren. Ook Johannes Völkers maakte nog een doelpunt. 
Holstein Kiel had een bye voor de kwartfinale.

### Halve finale
| Datum         | Teams          | Teams | Teams                     | Uitslag   | Stadion                |
| 27 april 1913 | Duisburger SpV | –     | FV Holstein Kiel          | 2:1 (1:1) | Essen, Platz des ETB   |
| 27 april 1913 | VfB Leipzig    | –     | Berliner TuFC Viktoria 89 | 3:1 (2:1) | Leipzig, Olympia-Platz |

Hugo Fick scoorde in de 17de minuut voor Kiel en in de 35ste minuut maakte Anton Bongartz gelijk. Op het uur maakte Heinrich Fischer de winnende treffer voor Duisburg dat zo naar zijn eerste finale ging.
Leipzig stond na 26 minuten al 2-0 na goals van Hans Dolge en Georg Richter. Via een strafschop maakte Helmut Röpnack in de 40ste minuut 2-1 en in de 71ste minuut zette Dolge de 3-1 eindstand op het bord. 

### Finale
| Datum       | Teams       | Teams | Teams          | Uitslag   | Stadion                |
| 11 mei 1913 | VfB Leipzig | –     | Duisburger SpV | 3:1 (2:0) | München, Platz des MTV |

VfB Leipzig speelde voor 5.000 toeschouwers zijn vijfde finale, voor Duisburger SpV was het de eerste keer. Na negen minuten zette Eduard Pendorf een strafschop om en bracht zo Leipzig op voorsprong. Amper zes minuten later trapte Paul Pömpner de 2-0 binnen. Na een eigendoelpunt van Kornelius Büscher werd het in de 60ste minuut zelfs 3-0. Kapitein Heinrich Fischer maakte nog de eerredder in de 75ste minuut, maar dit weerhield Leipzig niet van zijn derde landstitel.

## Topschutters
|    | Speler          | Club                      | Goals |
| -- | --------------- | ------------------------- | ----- |
| 1. | Paul Pömpner    | VfB Leipzig               | 5     |
| 2. | Willi Worpitzky | Berliner TuFC Viktoria 89 | 3     |